# Morten
Morten ist die dänische und norwegische Variante des männlichen Vornamens Martin.

## Namenstag
- 10. November (Martin Luther)
- 11. November (Hl. Martin von Tours)

## Namensträger
- Morten Andersen (* 1960), dänischer American-Football-Spieler
- Morten Arnfred (* 1945), dänischer Filmregisseur und Drehbuchautor
- Morten Behrens (* 1997), deutscher Fußballtorwart
- Morten Berglia (* 1958), norwegischer Orientierungsläufer und Ski-Orientierungsläufer
- Morten Bisgaard (* 1974), dänischer Fußballspieler
- Morten Bjerre (* 1972), dänischer Handballspieler
- Morten Breum (* 1982), dänischer DJ und Produzent der elektronischen Tanzmusik
- Morten Brørs (* 1973), norwegischer Skilangläufer
- Morten Thrane Brünnich (1737–1827), dänischer Zoologe und Mineraloge
- Morten Christiansen (Radsportler) (* 1974), norwegischer Radrennfahrer
- Morten Voss Christiansen (* 1979), dänischer Radrennfahrer
- Morten Eilifsen (* 1984), norwegischer Skilangläufer
- Morten Frost (* 1958), dänischer Badmintonspieler
- Morten Grunwald (1934–2018), dänischer Schauspieler und Regisseur
- Morten Harket (* 1959), norwegischer Musiker, Sänger und Komponist
- Morten Hegseth (* 1986), norwegischer Journalist und Moderator
- Morten Jensen (* 1987), deutscher Fußballtorwart
- Morten Ørsal Johansen (* 1964), norwegischer Politiker
- Morten Jørgensen (* 1985), dänischer Ruderer und Olympiasieger 2008 im Leichtgewichts-Vierer ohne Steuermann
- Morten Karlsen (* 1979), dänischer Fußballspieler
- Morten Kirkskov (* 1963), dänischer Schauspieler, Theaterregisseur und Autor
- Morten Kühne (* 1972), deutscher Drehbuchautor und Kameramann
- Morten Lauridsen (* 1943), US-amerikanischer Komponist
- Morten Lund (Musiker) (* 1972), dänischer Jazzmusiker
- Morten Lund (Unternehmer) (* 1972), dänischer Unternehmer
- Morten P. Meldal (* 1954), dänischer Chemiker, Nobelpreisträger für Chemie 2022
- Morten Meldgaard (* 1956), dänischer Archäozoologe
- Morten Andreas Meyer (* 1959), norwegischer Politiker
- Morten Michelsen (* 1991), deutscher Handballspieler
- Morten Nielsen (Fußballspieler, 1990) (* 1990), dänischer Fußballspieler
- Morten Olsen (* 1949), dänischer Fußballspieler und -trainer
- Morten Olsen (* 1984), dänischer Handballspieler
- Morten Pedersen (Theologe) (1537–1595), dänischer evangelischer Theologe, Historiker und Astronom
- Morten Pedersen (Fußballspieler) (* 1972), norwegischer Fußballspieler
- Morten Pedersen (Musiker) (* 1980), dänischer Jazzpianist
- Morten Eide Pedersen (* 1987), norwegischer Skilangläufer
- Morten Gamst Pedersen (* 1981), norwegischer Fußballspieler
- Morten Qvenild (* 1978), norwegischer Jazz-Pianist
- Morten Rasmussen (* 1985), dänischer Fußballspieler
- Morten Skou (* 1987), dänischer Handballspieler
- Morten Søborg (* 1964), dänischer Kameramann
- Morten Søgaard (* 1956), norwegischer Curler und Olympiasieger
- Morten Søndergaard (* 1964), dänischer Dichter, Schriftsteller, Übersetzer und Klangkünstler
- Morten Stordalen (* 1968), norwegischer Politiker
- Morten Svartveit (* 1978), norwegischer Schauspieler
- Morten Tyldum (* 1967), norwegischer Regisseur
- Morten Veland (* 1977), norwegischer Musiker (Metal)
- Morten Wieghorst (* 1971), dänischer Fußballspieler und Fußballtrainer
- Morten Wold (* 1967), norwegischer Journalist und Politiker

## Varianten
- Martin
- Maarten, Merten (niederländische Varianten)
- Mårten (schwedische Variante)
- Morton (englische Variante)
- Mort, Mortan (färöische Variante)

## Sonstiges
In Dänemark steht Morten Menigmand synonym für den deutschen Begriff Otto Normalverbraucher.
In Deutschland wurde der Vorname Morten 1901 durch Thomas Manns Roman Buddenbrooks und seine Figur Morten Schwarzkopf bekannt.